# Køge Kommune
|  | For Køge Kommune før kommunalreformen i 2007, se Køge Kommune (1970-2006). |
Køge Kommune er en kommune i Region Sjælland efter Kommunalreformen i 2007. Allerede den 15. november 2005 blev kommunalbestyrelsen valgt.
Køge Kommune er opstået ved sammenlægning af flg.:
- Køge Kommune
- Skovbo Kommune

## Mere fakta om Køge Kommune

### Bystyre
- Borgmester Marie Stærke, A
- Køge Byråd har 27 medlemmer

Partier der sidder i Køge Byråd:
Socialdemokratiet, 10 medlemmer - Socialistisk Folkeparti, 3 medlemmer - Enhedslisten, 1 medlemmer - Venstre, 6 medlemmer - Dansk Folkeparti, 2 medlemmer - Konservative Folkeparti, 4 medlemmer, Liberal Alliance, 1 medlem
- Skatteprocent: 24,9 %

### Skoler i Køge Kommune

#### Folkeskoler
Alkestrupskolen, Holmebækskolen, Hastrupskolen, Asgård Skole, Borup Skole, Højelse Skole, Kirstinedalsskolen, Ejby Skole, Søndre Skole, Skovboskolen, Gørslev Skole, Ellemarkskolen, Herfølge Skole, Vemmedrupskolen og Sct. Nicolai Skole.

#### Privatskoler
Køge Private Realskole, Billesborgskolen, Borup Privatskole, Køge Lille Skole og Herfølge Friskole.

#### Specialskoler
Alternativskolen, Bugtskolen, Ellebækskolen og Holmehus.

#### Gymnasier
Køge Gymnasium (STX Køge); Køge Handelsgymnasium (HHX Køge) og Køge Tekniskgymnasium (HTX Køge)

#### Erhvervskoler
EUC Sjælland, Køge afdelingen
Køge Handelsskole

#### Produktionshøjskoler
Klemmenstrupgård

### Kulturelle institutioner
- Køge Musikskole
- Køge Svømmeland
- KØS - Museum for kunst i det offentlige rum
- Gallerier
- Museer
- 5 bibioteker

### Byer/landsbyer
Køge, Herfølge, Ll. Skensved, Ølsemagle, Lellinge, Algestrup, Tureby, Borup, Ølby, Gørslev, Bjæverskov, Vemmedrup og Ejby

### Infrastruktur
Køge Bugt Motorvejen – ca. 38 km til Københavns Centrum

### S-tog
42 minutter til København, Færgeforbindelse til Bornholm med Molslinjen

## Byer
| Kommunens største byer |                |                   |
| Nr                     | By             | Indbyggere (2025) |
| 1                      | Køge           | 38.506            |
| 2                      | Borup          | 5.049             |
| 3                      | Bjæverskov     | 3.236             |
| 4                      | Ejby           | 3.155             |
| 5                      | Vemmedrup      | 1.633             |
| 6                      | Lille Skensved | 1.607             |
| 7                      | Algestrup      | 951               |
| 8                      | Lellinge       | 764               |
| 9                      | Ølsemagle      | 658               |
| 10                     | Nørre Dalby    | 543               |
| 11                     | Slimminge      | 487               |

## Byrådet
| 11 |  | 2 |  | 3 | 8 |  |

| 16 | 11 |

| 9 | 4 | 4 | 2 | 6 | 2 |

| 17 | 10 |

| 7 | 2 | 2 | 3 | 10 | 2 |  |

| 17 | 10 |

| 10 | 4 | 3 |  | 2 | 6 |  |

| 19 | 8 |

| 10 |  | 5 |  | 2 |  | 6 |  |

| 17 | 10 |

| 10 |  | 7 | 2 | 5 |  |  |

| 17 | 10 |

### Nuværende byråd
| Navn                      | Parti                                    |
| ------------------------- | ---------------------------------------- |
| Marie Stærke (Borgmester) | Socialdemokratiet - 10 mandater          |
| Andreas Bech              | Socialdemokratiet - 10 mandater          |
| Kristina Strange          | Socialdemokratiet - 10 mandater          |
| Vibeke Kjøng Østergaard   | Socialdemokratiet - 10 mandater          |
| Lene Møller Nielsen       | Socialdemokratiet - 10 mandater          |
| Jonas Bjørn Whitehorn     | Socialdemokratiet - 10 mandater          |
| Erik Swiatek              | Socialdemokratiet - 10 mandater          |
| Ertugrul Vural            | Socialdemokratiet - 10 mandater          |
| Pernille Sylvest          | Socialdemokratiet - 10 mandater          |
| Lissie Kirk               | Socialdemokratiet - 10 mandater          |
| Ken Kristensen            | Venstre - 6 mandater                     |
| Jan B. Larsen             | Venstre - 6 mandater                     |
| Rikke Kornval             | Venstre - 6 mandater                     |
| Ali Ünsal                 | Venstre - 6 mandater                     |
| Mette Wigand Bode         | Venstre - 6 mandater                     |
| Murad Ünsal               | Venstre - 6 mandater                     |
| Thomas Kampmann           | Det Konservative Folkeparti - 5 mandater |
| Mads Andersen             | Det Konservative Folkeparti - 5 mandater |
| Kirsten Larsen            | Det Konservative Folkeparti - 5 mandater |
| Jørgen Petersen           | Det Konservative Folkeparti - 5 mandater |
| Claus René Olesen         | Det Konservative Folkeparti - 5 mandater |
| Thomas Kielgast           | Socialistisk Folkeparti - 2 mandater     |
| Ali Yahya                 | Socialistisk Folkeparti - 2 mandater     |
| Mette Jorsø               | Radikale Venstre - 1 mandat              |
| Niels Rolskov             | Enhedslisten - 1 mandat                  |
| Martin Knudsen            | Nye Borgerlige - 1 mandat                |
| B. S. Andersen            | Dansk Folkeparti- 1 mandat               |

| Navn           | Skiftet fra      | Skiftet til                 | Dato               |
| -------------- | ---------------- | --------------------------- | ------------------ |
| Murad Ünsal    | Venstre          | Løsgænger                   | 22. december 2021  |
| B. S. Andersen | Dansk Folkeparti | Løsgænger                   | 1. juli 2022       |
| Ali Ünsal      | Venstre          | Det Konservative Folkeparti | 8. august 2022     |
| Murad Ünsal    | Løsgænger        | Det Konservative Folkeparti | 12. september 2022 |
| B. S. Andersen | Løsgænger        | Venstre                     | 3. januar 2023     |
| Martin Knudsen | Nye Borgerlige   | Frit Fællesskab             | 6. marts 2023      |

### Byrådet 2018-2022
| Navn                      | Parti                           |
| ------------------------- | ------------------------------- |
| Marie Stærke (Borgmester) | Socialdemokratiet (10 mandater) |
| Erling Larsen             | Socialdemokratiet (10 mandater) |
| Lene Møller Nielsen       | Socialdemokratiet (10 mandater) |
| Lissie Kirk               | Socialdemokratiet (10 mandater) |
| Pernille Sylvest          | Socialdemokratiet (10 mandater) |
| Ertugrul Vural            | Socialdemokratiet (10 mandater) |
| Erik Swiatek              | Socialdemokratiet (10 mandater) |
| Marie Møller              | Socialdemokratiet (10 mandater) |
| Selim Balikci             | Socialdemokratiet (10 mandater) |
| Osama Aref Mohamad        | Socialdemokratiet (10 mandater) |
| Mette Jorsø               | Venstre (6 mandater)            |
| Ken Kristensen            | Venstre (6 mandater)            |
| Ali Ünsal                 | Venstre (6 mandater)            |
| Helle Poulsen             | Venstre (6 mandater)            |
| Søren Brask               | Venstre (6 mandater)            |
| Paul Christensen          | Venstre (6 mandater)            |
| Flemming Christensen      | Konservative (4 mandater)       |
| Mads Andersen             | Konservative (4 mandater)       |
| Kirsten Larsen            | Konservative (4 mandater)       |
| Thomas Kampmann           | Konservative (4 mandater)       |
| Thomas Kielgast           | SF (3 mandater)                 |
| Torben Haack              | SF (3 mandater)                 |
| Jacqueline Sporon-Fiedler | SF (3 mandater)                 |
| B. S. Andersen            | Dansk Folkeparti (2 mandater)   |
| Anders Ladegaard Bork     | Dansk Folkeparti (2 mandater)   |
| Niels Rolskov             | Enhedslisten (1 mandat)         |
| Jeppe H. Lindberg         | Liberal Alliance (1 mandat)     |

| Navn              | Skiftet fra      | Skiftet til      | Dato               |
| ----------------- | ---------------- | ---------------- | ------------------ |
| Mette Jorsø       | Venstre          | Løsgænger        | 26. juni 2020      |
| Mette Jorsø       | Løsgænger        | Radikale Venstre | 27. august 2020    |
| Jeppe H. Lindberg | Liberal Alliance | Konservative     | 21. september 2021 |

| Dato            | Udtrådt      | Indtrådt    | Parti             |
| --------------- | ------------ | ----------- | ----------------- |
| 3. oktober 2019 | Marie Møller | Anders Dahl | Socialdemokratiet |

## Borgmestre
| Navn                 | Parti                       | Periode                             |
| -------------------- | --------------------------- | ----------------------------------- |
| Torben Hansen        | Socialdemokratiet           | 1. januar 2007 - 6. januar 2007     |
| Marie Stærke         | Socialdemokratiet           | 16. januar 2007 - 31. december 2013 |
| Flemming Christensen | Det Konservative Folkeparti | 1. januar 2014 - 31. december 2017  |
| Marie Stærke         | Socialdemokratiet           | 1 januar 2018 -                     |

## Fodnoter
1. ↑  Thomas Kielgast Sørensen vikarierede i første halvdel af 2011 på borgmesterposten, mens Marie Stærke var på barselsorlov